# Nyéki Károly
Nyéki Károly (Mátészalka, 1939. január 2. - Mátészalka, 2007. augusztus 16.) író, újságíró, helytörténész.

## Élete
1939. január 2-án született Mátészalkán. Középiskolai tanulmányait szülővárosában végezte. Érettségi után volt könyvelő, felvásárló, munkaügyi előadó, házkezelési csoportvezető, végül helytörténész a mátészalkai múzeumban. Diákkorától érdeklődött az irodalom iránt. 1959‐től jelentek meg tanulmányai, cikkei a helyi lapokban és folyóiratokban, de a Magyar Nemzetben is gyakran publikált. Elsősorban az úgynevezett "fehér foltok" felderítésére specializálta magát.
Több száz irodalmi, történelmi, néprajzi cikke jelent meg, ezekben nagyon sok olyan adatra hívta fel a figyelmet, amelyet korábban nem, vagy, pontatlanul ismertünk.
Mátészalka városa munkásságát 2005-ben Pro Urbe díjjal jutalmazta.

## Jelentősebb irodalomtörténeti cikkei
- Képes Géza és egy Ady‐vita (Szabolcs‐szatmári Szemle, 1979.4.)
- Adatok Katika Margit pályakezdéséhez (Szabolcs‐szatmári Szemle, 1980.2.)
- Ady: A milotai isten‐válság (Szabolcs‐szatmári Szemle, 1987.2.)